# آنا كاثرين غرين
آنا كاثرين غرين (بالإنجليزية: Anna Katharine Green)‏ (11 نوفمبر 1846، بروكلين في الولايات المتحدة - 11 أبريل 1935، بوفالو في الولايات المتحدة)؛ كاتِبة وروائية أمريكية.

## روابط خارجية
- آنا كاثرين غرين على موقع IMDb (الإنجليزية)
- آنا كاثرين غرين على موقع الموسوعة البريطانية (الإنجليزية)